# АМ-39
Микулин АМ-39 — советский поршневой авиационный двигатель конструктора А. А. Микулина.
Представлял собой переработанный двигатель АМ-35А. АМ-39 использовался на истребителях И-220 и ИТП, так же как и на бомбардировщике А. Н. Туполева СДБ.
Также был разработан двигатель АМ-39ФН (соответственно, форсированный, с непосредственным впрыском топлива) максимальной мощностью 2130 л. с. и весом 970 кг.
Двигатель разрабатывался под руководством А. А. Микулина с 1939 года. Первым шагом по созданию мотора АМ-39 стало предложение снабдить мотор АМ-37 двухскоростным нагнетателем и охлаждать воздух на входе в нагнетатель с помощью водо-воздушного радиатора. В ходе выполнения этой работы возникли противоречия по выбору путей дальнейшего совершенствования мотора АМ-37 между Микулиным и его заместителем М. Р. Флисским. Флисского поддержали директор завода № 24 Жезлов, главный инженер завода Куинджи и начальник конструкторского отдела Юдин. 17 января 1942 года они направили письмо Сталину, в котором писали, что «в течение ряда лет моторы семейства АМ-35А развивались по мощности, главным образом, за счет наддува. Путь этот был наиболее легким, так как мотор АМ-35 обладает большим литражем, позволившим снять с мотора довольно большие мощности».